# Sericocoma heterochiton
Sericocoma heterochiton là loài thực vật có hoa thuộc họ Dền. Loài này được Lopr. miêu tả khoa học đầu tiên năm.